# برنت باري
برنت باري (بالإنجليزية: Brent Barry)‏ مواليد 31 ديسمبر 1971 في قرية همبستيد، نيويورك، هو لاعب كرة سلة أمريكي سابق بدأ مسيرته الاحترافية في سنة 1995. يبلغ طوله 6 قدم 7 بوصة (2.0 م). اعتزل اللعب في 2009.

## فرق لعب لها
- لوس أنجلوس كليبرز
- ميامي هيت
- شيكاغو بولز
- سان أنطونيو سبرز
- هيوستن روكتس

## روابط خارجية
- برنت باري على موقع IMDb (الإنجليزية)
- برنت باري على موقع الموسوعة البريطانية (الإنجليزية)
- برنت باري على موقع قاعدة بيانات الفيلم (الإنجليزية)
- برنت باري على موقع إن بي أي (الإنجليزية)
- برنت باري على موقع سبورتس رفرنس (الإنجليزية)
- برنت باري على موقع كرة السلة الأوروبية.كوم (الإنجليزية)
- برنت باري على موقع كلية كرة السلة في سبورتس رفرنس.كوم (الإنجليزية)
- برنت باري على موقع ريلجم (الإنجليزية)
- برنت باري على موقع بروبوليرز (الإنجليزية)